# Elena Kampouris
Elena Kampouris (New York, 16 settembre 1997) è un'attrice statunitense, meglio conosciuta per il ruolo di Allison Doss nel film del 2014 Men, Women & Children e Maya Decker nella serie American Odyssey.
Ha recitato in Il mio grosso grasso matrimonio greco 2 (2016) e nel terzo capitolo della saga (2023), nel ruolo della figlia della protagonista Nia Vardalos e di John Corbett.

## Biografia
Elena Kampouris è nata a New York, figlia di Ivey, un'illustratrice di moda, e Alexander Kampouris, che possiede un antico negozio di vini di provenienza greca e italiana. Suo padre è infatti greco, originario dell'isola di Kasos, mentre sua madre è americana, con una parte di ascendenza francese. Nel 2012 ha debuttato con il piccolo ruolo (guest) di Constance Girl in un episodio della serie Gossip Girl.
Nel 2013 ha esordito nel cinema con il film TV commedia I Murphy, in cui interpretava Ivy Murray insieme a Ciara Bravo e Jack Griffo, e il film è andato in onda in anteprima su Nickelodeon il 29 novembre 2013. Nello stesso anno, ha anche recitato nel dramma Labor Day, in cui interpretava la giovane Rachel McCann con Kate Winslet e Josh Brolin al comando. Il film è stato diretto da Jason Reitman, presentato in anteprima al Telluride Film Festival il 29 agosto 2013 e distribuito dalla Paramount Pictures il 27 dicembre 2013. Nel mese di dicembre, ha firmato con la William Morris Endeavor per la rappresentazione.
Nel 2014 ha interpretato Allison Doss nella commedia drammatica Men, Women & Children insieme a Rosemarie DeWitt, Adam Sandler, Timothée Chalamet, Jennifer Garner, Judy Greer e Dean Norris. Jason Reitman ha diretto il film, che è stato distribuito in maniera limitata il 1º ottobre 2014 e completamente il 17 ottobre dalla Paramount. In seguito, ha avuto la parte di Alexia nella commedia-dramma Mr Cobbler e la bottega magica con Adam Sandler, Dan Stevens, Dustin Hoffman e Steve Buscemi. Il film è stato diretto da Thomas McCarthy, ed è uscito in anteprima l'11 settembre 2014 e distribuito il 13 marzo 2015 dalla Image Entertainment.
Nel 2015 la Kampouris ha recitato nella serie thriller, in onda sulla NBC, American Odissey, in cui ha interpretato Maya Decker, figlia del personaggio di Peter Facinelli, Peter Decker, un ex procuratore degli Stati Uniti. La serie è andata in onda da aprile a giugno 2015, ed è stata cancellata dallo studio di produzione. Elena ha avuto un ruolo di supporto nella commedia romantica Il mio grosso grasso matrimonio greco 2, interpretando la figlia dei personaggi di Nia Vardalos e John Corbett. Il film, diretto da Kirk Jones, è stato distribuito il 25 marzo 2016 dalla Universal Pictures.
Nel 2017, Kampouris ha anche girato il ruolo di supporto di Juliet Sykes nella commedia drammatica diretta da Ry Russo-Young Prima di domani, con Zoey Deutch, Halston Sage e Logan Miller. Nel 2023 l'attrice riprende il ruolo della figlia di Nia Vardalos nel terzo e ultimo capitolo della saga: Il mio grosso grasso matrimonio greco 3. Nel 2024 è protagonista del primo thriller di Gabriele Muccino Fino alla fine, girato a Palermo e presentato in anteprima mondiale alla Festa del Cinema di Roma 2024. Nel film sono presenti anche gli attori italiani Saul Nanni e Lorenzo Richelmy.

## Filmografia

### Cinema
- Un giorno come tanti (Labor Day), regia di Jason Reitman (2013)
- Men, Women & Children, regia di Jason Reitman (2014)
- Mr Cobbler e la bottega magica (The Cobbler), regia di Tom McCarthy (2014)
- Il mio grosso grasso matrimonio greco 2 (My Big Fat Greek Wedding 2), regia di Kirk Jones (2016)
- Prima di domani (Before I Fall), regia di Ry Russo-Young (2017)
- Summer Night, regia di Joseph Cross (2019)
- Children of the Corn, regia di Kurt Wimmer (2020)
- Wifelike, regia di James Bird (2022)
- Il mio grosso grasso matrimonio greco 3 (My Big Fat Greek Wedding 3), regia di Nia Vardalos (2023)
- Fino alla fine, regia di Gabriele Muccino (2024)

### Televisione
- Gossip Girl – serie TV, 1 episodio (2012)
- I Murphy (Jinxed), regia di Stephen Herek – film TV (2013)
- American Odyssey – serie TV, 9 episodi (2015)
- Sacred Lies – serie TV, 10 episodi (2018)
- Jupiter's Legacy - serie TV, 8 episodi (2021)

## Doppiatrici italiane
Nelle versioni in italiano dei suoi lavori, Elena Kampouris è stata doppiata da:
- Margherita De Risi in American Odyssey
- Joy Saltarelli ne Il mio grosso grasso matrimonio greco 2
- Ludovica Bebi in American Odyssey
- Martina Felli in Jupiter's Legacy
- Veronica Puccio ne Il mio grosso grasso matrimonio greco 3
- Giulia Franceschetti in Wifelike
- Katia Sorrentino ne I Murphy